# Virgen de la Granada (Puebla del Río)
La Virgen de Granada es una advocación de la Virgen María venerada en el pueblo andaluz de Sevilla (España).
Su fiesta es celebrada por la iglesia católica en el Corpus Christi y el día 8 de septiembre, día del nacimiento de la Virgen, con una multitudinaria procesión por las calles de la Puebla del Río. Fue coronada canónicamente en el año 2009, tres días antes de la salida procesional.

## Historia
los ciudadanos del pueblo cigarrero para tallar la imagen de la Virgen María y el niño Jesús y así se presentó en iglesia de Nuestra Señora de la Granada la imagen de la patrona y después se procesión con el Corpus Christi y luego salió el 8 septiembre de ese siglo.
El 5 de septiembre del 2009 fue coronada canónicamente por Carlos Amigo Vallejo desde el Ayuntamiento.